# 30441 Керлі
30441 Керлі (30441 Curly) — астероїд головного поясу, відкритий 24 червня 2000 року.
Тіссеранів параметр щодо Юпітера — 3,186.